# Mauretania

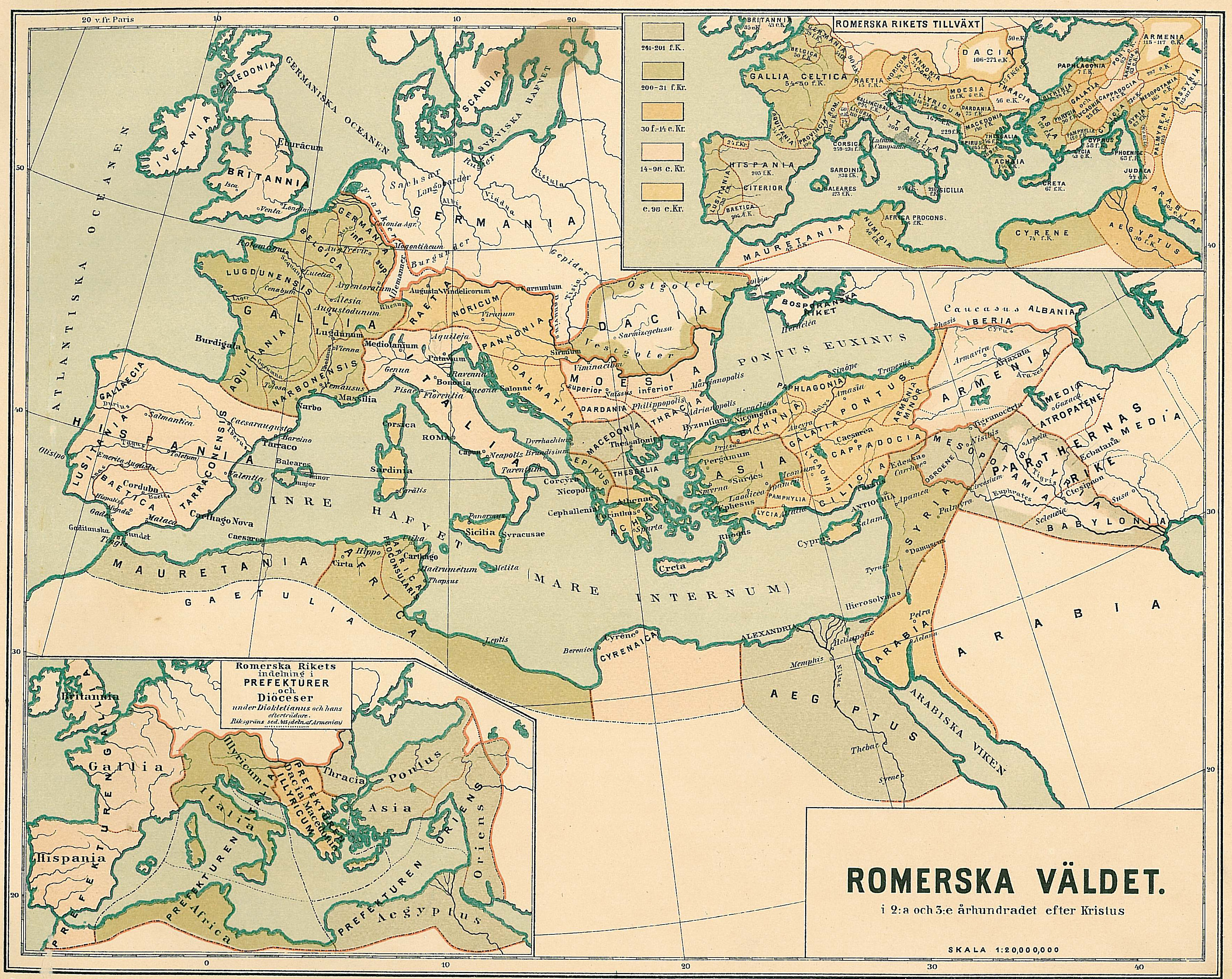
Romerska väldet på 200-talet och 500-talet.

Mauretania var berbernas kungarike vid Medelhavets södra kust. Namnet kommer från romarnas benämning på berberna, Mauri. Det latinska namnet gav senare upphov till benämningen morer, som dock var av både berberskt ursprung och av arabiskt (se Beni Hassan-klanen). Mauretania var belägen ungefär vid dagens Algeriet och Marocko.
Landet var självständigt till 33 f.Kr. då det blev en provins (kungadöme) inom Romerska riket.
Julius Caesar erkände landet som fritt kungadöme  49 f.Kr. när det regerades av Bocchus II (död 33 f.Kr.) och hans bror Bogud (vars fru var en av Caesars älskarinnor) sedan de ställt sig på hans sida i Romerska inbördeskriget (49 f.Kr. – 45 f.Kr.). Den förste kungen som romarna tillsatte var Juba II av Numidien. Hans son Ptolemaios av Mauretania efterträdde honom, men mördades av Caligula år 40 och Mauretania hamnade helt under romerskt styre. Det delades in i Mauretania Tingitana (nuvarande Tanger) som motsvarade Marocko, och Mauretania Caesarensis som motsvarade Algeriet och sträckte sig till Kabylien.